# Chiến dịch phòng ngự chiến lược Leningrad
Chiến dịch phòng ngự chiến lược Leningrad là tổ hợp các hoạt động quân sự của quân đội Liên Xô chống lại các cuộc tấn công của quân đội Đức Quốc xã tại khu vực mặt trận Leningrad, bao gồm tỉnh Leningrad, ngoại ô thành phố Leningrad (nay là Sankt-Peterburg) và các vùng lân cận. Từ ngày 10 tháng 7 sau khi Tập đoàn quân xe tăng 4 và Tập đoàn quân 16 (Đức) chọc thủng phòng tuyến Pskov - Opochka đến ngày 30 tháng 9, tại khu vực mặt trận Leningrad trên hướng quân sự Tây Bắc Liên Xô đã diễn ra 5 trận đánh và chiến dịch bộ phận do các tập đoàn quân 16, 18, xe tăng 4 (Đức) và các tập đoàn quân 4, 11, 27, 34, 48, 52, 54 cùng các cụm phòng thủ trên khu vực Luga tiến hành:
- Trận phản công Soltsy từ ngày 10 tháng 7 đến ngày 18 tháng 7 năm 1941: Quân đội Đức Quốc xã trong thế đang tấn công mặc dù bị quân đội Liên Xô phản công bất ngờ tại khu vực Soltsy nhưng vẫn đẩy lùi cuộc phản công này sau 5 ngày và tiếp cận phòng tuyến của quân đội Liên Xô trên sông Luga.[3]
- Trận phòng thủ Luga từ ngày 6 tháng 8 đến giữa tháng 9 năm 1941: Sau hơn một tháng phòng thủ và phản kích, tuyến mặt trận của quân đội Liên Xô bị chọc thủng tại khu vực giữa Kingisepp và Luga. Quân Đức bao vây Cụm phòng thủ Luga và tấn công mạnh về hướng Leningrad.[4]
- Trận phản công Staraya Russa từ 12 đến 25 tháng 8 năm 1941: Mặc dù tạm thời chặn đứng được cuộc tấn công của quân đội Đức Quốc xã trên khu vực quanh hồ Ilmen nhưng quân đội Liên Xô vẫn bị thiệt hại nặng và buộc phải rút lui. Quân đội Đức Quốc xã tiến ra các khu vực tiếp cận ngoại ô phía Nam Leningrad. Ở phía Đông, Quân đoàn bộ binh 23 thuộc Tập đoàn quân 16 (Đức) đánh chiếm khu vực Kholm. Ở phía Bắc, Quân đoàn cơ giới 39 (Đức) đánh chiếm khu vực Shlissenburg, chia cắt Leningrad với lãnh thổ Liên Xô. Ngày 8 tháng 9 năm 1941, Tập đoàn quân 18 (Đức) và Cụm quân Đông Nam (Phần Lan) bắt đầu phong tỏa Leningrad, quân đội và người dân Liên Xô bắt đầu cuộc chiến chống phong tỏa Leningrad.[5]
- Trận phòng thủ Novgorod - Chudovo từ ngày 10 đến ngày 21 tháng 9 năm 1941. Kết quả là Quân đoàn xe tăng 39 và các quân đoàn bộ binh 1, 28 (Đức) đã chọc thủng phòng tuyến của Tập đoàn quân 48 (Liên Xô) và cắt đứt con đường sắt từ Moskva đi Leningrad tại đầu mối giao thông quan trọng Chudovo.
- Trận phòng thủ Demyansk từ ngày 1 đến ngày 26 tháng 9: Quân đội Đức Quốc xã từ tuyến Staraya Russa - Khoml vượt sông Pola tấn công sang phía Đông và bị quân đội Liên Xô chặn đứng trên tuyến hồ Ilmen - Demyansk - Ostashkov.[3]

Nhằm tập trung chỉ huy cho việc phòng thủ trên hướng Leningrad, trong quá trình diễn ra chiến dịch, ngày 23 tháng 8 năm 1941, STAVKA ra mệnh lệnh số 001.199 chia Phương diện quân Bắc (Liên Xô) làm đôi. Phương diện quân Leningrad ban đầu gồm các tập đoàn quân 8, 23, 48, các cụm tác chiến Koporskaya, Nam và Slutsk Kolpinsky do trung tướng M. M. Popov (đến ngày 5 tháng 9), nguyên soái K. E. Voroshilov (đến 12 tháng 9 năm 1941), đại tướng G. K. Zhukov (đến 7 tháng 10 năm 1941) và trung tướng I. I. Fedyuninsky (đến 26 tháng 10 năm 1941) và trung tướng M. S. Khozin lần lượt chỉ huy. Phần còn lại của Phương diện quân Bắc gồm các tập đoàn quân 7, 14, các đơn vị độc lập chiến đấu ở vùng cực và Karelia được đổi thành Phương diện quân Karelia do thượng tướng V. A. Frolov chỉ huy.
Sau chiến dịch, Quân đội Đức Quốc xã tiếp tục phát huy chiến quả, tấn công sâu thêm trên hướng Tây Bắc Liên Xô từ 180 km (trên hướng Demyansk, 240 km (trên hướng Leningrad) và đến 360 km trên hướng Tikhvin. Ở vị trí gần nhất, Sư đoàn bộ binh 58 thuộc Quân đoàn bộ binh 38 (Đức) chỉ còn cách khu vực nội đô Leningrad 5 km về phía Tây Nam trên khu vực Pulkovo. Trên mũi đột kích xa nhất, Sư đoàn xe tăng 18 và các sư đoàn bộ binh 6, 8, 12 thuộc Quân đoàn xe tăng 39 (Đức) đánh chiếm Tikhvin, Sư đoàn xe tăng 8 và các sư đoàn bộ binh 11, 21 thuộc Quân đoàn bộ binh 1 (Đức) uy hiếp thành phố Volkhov.

## Bối cảnh
Chỉ sau hơn hai tuần đầu của cuộc Chiến tranh Xô-Đức, quân đội Đức Quốc xã đã tiến sâu vào lãnh thổ Liên Xô tại vùng Baltic từ 450 đến 600 km. Quân đội Liên Xô bị thiệt hại nặng nề cả về bộ binh, xe tăng, không quân, phải rút khỏi lãnh thổ các nước cộng hòa Xô Viết Litva, Latvia và phần lớn lãnh thổ Estonia. Đến ngày 9 tháng 7, một phần Tập đoàn quân 8 bị bao vây tại khu vực Tallinn. Thất bại của quân đội Liên Xô trên tuyến phòng thủ Narva - hồ Chudskoye - Pskov - Ostrov - Opochka đã làm cho khoảng cách tiếp giáp sườn trái của Phương diện quân Tây Bắc với cánh trái Phương diện quân Tây (Liên Xô) ngày một rộng ra.
Việc rút lui nhanh chóng của quân đội Liên Xô còn làm cho họ bị mất nhiều vũ khí khí tài và đạn dược. 52% kho tàng quân sự ở khu vực biên giới bị phá hủy hoặc rơi vào tay quân Đức. Phương diện quân Tây Bắc là phương diện quân có hệ số sử dụng bom đạn một cách hữu ích thấp nhất trong số 5 phương diện quân Liên Xô thời kỳ đầu chiến tranh. Chỉ có 12% số bom đạn dự trữ được đưa vào sử dụng trong chiến đấu, 73% bị phá hủy, 15% rơi vào tay quân Đức. Đến ngày 9 tháng 7, tại các đơn vị chiến đấu chỉ còn trung bình từ 0,6 đến 0,8 cơ số đạn dược các loại, số lượng xe cơ giới các loại tại các đơn vị chỉ còn 30% so với trước chiến tranh. Dù đã được bổ sung nhưng quân số ở các sư đoàn lúc cao nhất vẫn chỉ đạt 80% so với biên chế ban đầu. Tổn thất về người đi đôi với tổn thất về đội ngũ sĩ quan chỉ huy mà hậu phương không đào tạo kịp. Do thiếu sĩ quan chỉ huy, từ ngày 10 tháng 7, nhiều bộ chỉ huy cấp quân đoàn bị giải thể. Tư lệnh tập đoàn quân trực tiếp chỉ huy các sư đoàn dưới quyền.
Tình thế mặt trận trên hướng Leningrad của quân đội Liên Xô không những không được cải thiện mà còn xấu đi từ ngày 9 tháng 7 khi quân đội Đức Quốc xã chọc thủng phòng tuyến Pskov - Opochka và tiến nhanh lên phía Bắc đe dọa chia cắt toàn bộ mặt trận của Phương diện quân Tây Bắc (Liên Xô) tại eo đất hẹp nối Narva với Rakvere nằm giữa hồ Chudskoye và biển Baltic. Trong khi đó, Phương diện quân Tây (Liên Xô) trên hướng Smolensk - Moskva bị uy hiếp nghiêm trọng làm cho Đại bản doanh Bộ Tổng tư lệnh quân đội Liên Xô không thể điều thêm lực lượng dự bị đáng kể để tăng cường cho hướng Leningrad. Thậm chí, một số đơn vị pháo binh đã bị rút khỏi mặt trận này để chuẩn bị cho Chiến dịch phòng thủ Smolensk.
Quân đội Đức Quốc xã đang trên thế thắng đã không bỏ lỡ cơ hội tấn công. Sau khi chiếm Pskov với cái giá rẻ nhất có thể kể từ đầu cuộc Chiến tranh Xô-Đức, các tập đoàn quân 18 và xe tăng 4 (Đức) đã nhanh chóng vận động tấn công theo hướng chung đến tuyến Kingisepp - Luga - Novgorod.

## Binh lực và kế hoạch

### Quân đội Đức Quốc xã

#### Binh lực

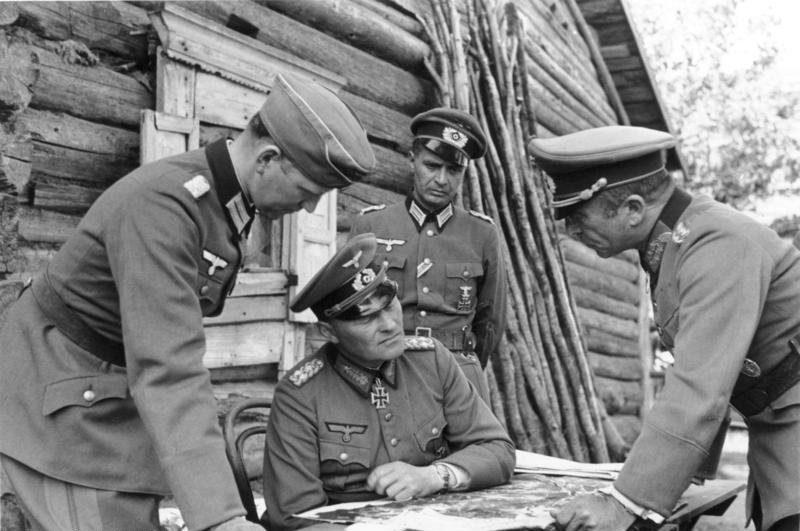
Tướng Erich Höpner và Bộ tham mưu Tập đoàn quân xe tăng 4 (Đức) bàn kế hoạch tấn công (tháng 8 năm 1941)

Cụm tập đoàn quân "Bắc" (Đức) do thống chế Wilhelm Ritter von Leeb chỉ huy, đội hình tương đối ổn định từ đầu chiến tranh. Đến thời điểm mở chiến dịch tấn công Leningrad, Cụm tập đoàn quân này được tăng cường một số sư đoàn cơ giới và bộ binh. Trong các hoạt động quân sự của Cụm tập đoàn quân "Bắc" tại mặt trận Leningrad có sự tham gia của Tập đoàn quân xe tăng 3 (Đức) trên hướng Tikhvin (Quân đoàn xe tăng 39) và hướng Demyansk (Quân đoàn xe tăng 57). Tổng binh lực từ ngày 10-7 đến khi kết thúc chiến dịch:
- Tập đoàn quân 18 do thượng tướng Georg von Küchler chỉ huy; thành phần gồm có:
  - Quân đoàn bộ binh 42 do trung tướng Hans Graf von Sponeck chỉ huy, gồm các sư đoàn bộ binh 61 và 217.
  - Quân đoàn bộ binh 26 do thượng tướng pháp binh Albert Vodrig chỉ huy, gồm các sư đoàn bộ binh 93, 254 và 291.
- Tập đoàn quân xe tăng 4 do thượng tướng Erich Höpner chỉ huy; thành phần gồm có:
  - Quân đoàn xe tăng 41 do trung tướng xe tăng Georg-Hans Reinhardt chỉ huy; trong biên chế có:
    - Xe tăng: Các sư đoàn 1, 6 và 8.
    - Cơ giới: Sư đoàn 36.
    - Bộ binh: Sư đoàn 1.

  - Quân đoàn cơ giới 56 do thượng tướng tướng Erich von Manstein (đến 13 tháng 9) và trung tướng Ferdinand Schaal lần lượt chỉ huy; trong biên chế có:
    - Cơ giới: Sư đoàn cơ giới 3 và Sư đoàn cơ giới 4 SS "Polizei".
    - Bộ binh: Sư đoàn 269.

  - Quân đoàn bộ binh 36 do trung tướng Friedrich Wilhelm von Happius chỉ huy; trong biên chế chỉ có Sư đoàn bộ binh 58 chiến đấu trên hướng Leningrad. Các sư đoàn còn lại chiến đấu trên hướng Tallin.
  - Quân đoàn bộ binh 50 được tăng viện đến chiến trường từ ngày 14 tháng 8, do thượng tướng kỵ binh George Lindemann chỉ huy; trong biên chế có các sư đoàn bộ binh 251 và 253.
- Tập đoàn quân 16 do thượng tướng Ernst Busch chỉ huy; thành phần gồm có:
  - Quân đoàn bộ binh 1 do trung tướng Kuno-Hans von Both chỉ huy; trong biên chế có các sư đoàn bộ binh 11, 21 và 126.
  - Quân đoàn bộ binh 2 do trung tướng Walter Graf von Brockdorff-Ahlefeldt chỉ huy; trong biên chế có các sư đoàn bộ binh 12, 32 và 123.
  - Quân đoàn bộ binh 10 do trung tướng pháo binh Kristian Hansen chỉ huy; trong biên chế có các sư đoàn bộ binh 30 và 290.
  - Quân đoàn bộ binh 28 do trung tướng Moritz von Victorin chỉ huy; trong biên chế có:
    - Cơ giới: Sư đoàn cơ giới 3 SS "Totenkopf" (tiền thân là Sư đoàn cơ giới 36 SS).
    - Bộ binh: Các sư đoàn 96, 121 và 122.
- Tập đoàn quân xe tăng 3 do thượng tướng Hermann Hoth chỉ huy, tham gia chiến dịch từ ngày 24 tháng 8 đến 24 tháng 9 năm 1941; thành phần gồm có:
  - Quân đoàn xe tăng 39 do thượng tướng Rudolf Schmidt chỉ huy, tham gia toàn bộ chiến dịch với biên chế gồm:
    - Xe tăng: Sư đoàn xe tăng 12.
    - Cơ giới: Các sư đoàn cơ giới 18 và 20.

  - Quân đoàn xe tăng 57 do trung tướng xe tăng Adolf Kuntz chỉ huy, tham gia chiến dịch đến ngày 30 tháng 8 trên hướng Demyansk, trong biên chế có:
    - Xe tăng: Các sư đoàn 16 và 19
    - Cơ giới: Sư đoàn 28.
- Tập đoàn quân không quân 1 do thượng tướng Alfred Keller chỉ huy; thành phần gồm có:
  - Sư đoàn không quân hỗn hợp 1 do trung tướng Helmut Förster chỉ huy; trong biên chế có:
    - Máy bay ném bom: Các trung đoàn 1 "Hindenburg", 4 "Baben", 76 và 77 được trang bị các máy bay ném bom He 111 và Ju 88.
    - Máy bay cường kích và tiêm kích bom: Trung đoàn 78 được trang bị các máy bay Ju 87 và Me 110
    - Máy bay tiêm kích: các trung đoàn 26 "Horst Wessel", 53 "Pik As" và 54 "Grünherz", được trang bị các máy bay Me 110 và Me 109.

  - Sư đoàn không quân hỗn hợp 8 do trung tướng Gunther Korten chỉ huy, tham gia chiến dịch từ cuối tháng 7 đến 28 tháng 9; trong biên chế có:
    - Máy bay ném bom: các trung đoàn 2 "Holzhammer" và 3 "Blitz" được trang bị máy bay Do 17.
    - Máy bay cường kích và tiêm kích bom: Trung đoàn 2 "Immelmann" được trang bị máy bay Ju 87 và trung đoàn 210 "Hornissen" được trang bị máy bay Me 110.
    - Máy bay tiêm kích: Các trung đoàn 27 và 52 được trang bị máy bay Me 109.
    - Huấn luyện: Trung đoàn huấn luyện được trang bị các máy bay Me 109 và Hs 123.

  - Các đơn vị trực thuộc tập đoàn quân:
    - Trung đoàn 2 trinh sát tầm xa được trang bị các máy bay Ju 88 và He 114.
    - Trung đoàn 1 trinh sát khí tượng được trang bị các máy bay He 111 và He 60.
    - Trung đoàn 125 trinh sát đường không được trang bị máy bay He 50.
    - Trung đoàn 106 vận tải được trang bị máy bay Ju 52.

#### Kế hoạch
Việc đánh chiếm Leningrad là một trong ba mục tiêu chiến lược của nước Đức Quốc xã trong kế hoạch Barbarossa. Ngày 2 tháng 7 năm 1941, khi tiếp thống chế Wilhelm Ritter von Leeb từ mặt trận về báo cáo tình hình. Adolf Hitler nói với ông này:
 Ngài sẽ chiếm được một trong những biểu tượng của cuộc cách mạng rất quan trọng nhất đối với nhân dân Nga trong 24 năm qua và với chiến thắng đó, tinh thần của người Slav trong các trận đánh ác liệt tiếp theo sẽ bị suy yếu nghiêm trọng. Đối với họ, sự sụp đổ của Leningrad hoàn toàn có thể trở thành một thảm họa chưa từng có.
Adolf Hitler
Khi quân đội Đức Quốc xã đã tiếp cận phòng tuyến Luga sau 9 ngày tấn công liên tục mà không gặp phải sức kháng cự đáng kể từ phía quân đội Liên Xô, ngày 19 tháng 7 năm 1941, Adolf Hitler ra Chỉ thị số 33 yêu cầu Cụm tập đoàn quân Bắc phải đẩy nhanh tốc độ tấn công để đánh chiếm Leningrad trong thời hạn sớm nhất.
Tuy nhiên, chỉ một tuần sau, Hitler đã thay đổi cách thức thực hiện kế hoạch. Trong 3 mục tiêu của Kế hoạch Barbarossa, Hitler quyết định chọn mục tiêu Kiev và Ukraina trước vì những cánh đồng lúa mì bao la, các khu khai thác khoáng sản và những khu công nghiệp ở Ukraina chính là nguồn lực vậy chất nuôi dưỡng chiến tranh. Mục tiêu tiếp theo là Moskva, trái tim của đất nước Xô Viết. Mục tiêu Leningrad tụt xuống đứng hàng thứ ba. Trong cuộc gặp các thống chế chỉ huy ba cánh quân lớn của nước Đức Quốc xã trên mặt trận phía Đông ngày 30 tháng 7 năm 1941 tại Văn phòng Đế chế, Hitler thông báo rằng ông ta quyết định chọn mục tiêu đánh chiếm toàn bộ Ukraina trước khi tiến đánh Moskva. Chiến dịch đánh chiếm Leningrad cũng bị đình hoãn.
Cùng ngày 30 tháng 7 năm 1941, OKW có chỉ thị số 34 thay đổi cách thức tấn công trên hướng Leningrad. Chỉ thị này có đoạn viết:

1) Để tiếp tục cuộc tấn công tại khu vực phía bắc của Mặt trận phía Đông theo hướng Leningrad, các đòn công kích chính nhằm vào khu vực giữa Narva và hồ Ilmen để bao vây Leningrad và thiết lập liên lạc với quân đội Phần Lan.
3) Cuộc tấn công này phải đạt được chiều sâu từ phía bắc và phía nam của hồ Ilmen. Việc tấn công thọc sâu ở phía đông bắc đến tuyến Volkhov là cần thiết để che chở cho các quân đoàn cánh phải tiến về phía bắc từ hồ Ilmen. Trước mắt, cần khôi phục lại tình hình trong cung lớn. Tất cả các lực lượng không tham gia tấn công ở phía Nam hồ Ilmen cần được chuyển giao cho cụm quân tấn công trên sườn phía Bắc. Tập đoàn quân xe tăng 3 cần được nhanh chóng phục hồi đầy đủ khả năng chiến đấu và sẵn sàng hành động theo kế hoạch trên vùng đồi Valday.
3) Thay vào đó, quân đội bên cánh trái của Cụm tập đoàn quân "Trung tâm" cũng di chuyển theo hướng đông bắc với chiều sâu tương đương để khép chặt với cánh phải của Cụm tập đoàn quân "Bắc".
OKW.
Hệ quả của sự thay đổi nhiệm vụ này là Cụm tập đoàn quân "Bắc" (Đức) phải bố trí lại lực lượng trên hướng Leningrad. Đến nửa đầu tháng 8 năm 1941, Cụm tập đoàn quân này đã tập hợp được ba cánh quân xung kích để tấn công trên hướng Leningrad:
- Cánh quân "Shimsk" gồm có:
  - Quân đoàn dã chiến 1 có các sư đoàn bộ binh 11, 22 và một phần sư đoàn 126.
  - Quân đoàn dã chiến 28 có các sư đoàn bộ binh 121, 122 và Sư đoàn cơ giới SS "Totenkopf".
  - Lực lượng dự bị của cụm quân: Sư đoàn bộ binh 96.
- Cánh quân "Luga" gồm có:
  - Quân đoàn cơ giới 56 có Sư đoàn cơ giới 3, Sư đoàn bộ binh 269 và Sư đoàn bộ binh SS "Polizei".
- Cánh quân "Bắc" gồm có:
  - Quân đoàn xe tăng 41 có các sư đoàn xe tăng 1, 6, 8, Sư đoàn cơ giới 36 và Sư đoàn bộ binh 1.
  - Quân đoàn bộ binh 38 mới có Sư đoàn bộ binh 58 tiếp cận chiến trường.

Tập đoàn quân không quân 8 của tướng Wolfram von Rihtgoffen có khoảng 400 máy bay sẽ yểm hộ từ trên không cho cuộc tấn công.

### Quân đội Liên Xô

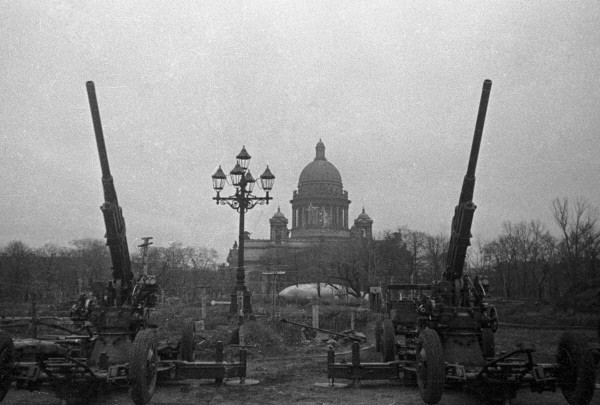
Pháo phòng không bảo vệ Leningrad, năm 1941

#### Binh lực
Cánh quân Leningrad của Phương diện quân Bắc do thiếu tướng P. P. Sobennikov (đến ngày 8 tháng 8), nguyên soái K. E. Voroshilov lần lượt chỉ huy; đến ngày 27 tháng 8 đổi thành Phương diện quân Leningrad do trung tướng M. M. Popov (đến ngày 5 tháng 9), nguyên soái K. E. Voroshilov (đến 12 tháng 9) và đại tướng G. K. Zhukov (đến 7 tháng 10 năm 1941) lần lượt chỉ huy. Biên chế lực lượng của Liên Xô luôn thay đổi qua từng chiến dịch nhỏ và từng trận đánh. Các đơn vị sau đây đã tham gia hoạt động trong Chiến dịch phòng thủ chiến lược Leningrad từ ngày 10 tháng 7 đến 30 tháng 9 năm 1941:
Tham gia toàn bộ chiến dịch:
- Tập đoàn quân 8 do thiếu tướng F. S. Ivanov chỉ huy. Thành phần gồm có:
  - Đầu chiến dịch:
    - Quân đoàn 10 do Thiếu tướng I. F. Nikolayev chỉ huy, gồm các sư đoàn bộ binh 10, 90 và Sư đoàn cơ giới 22 (NKVD). Đến ngày 1 tháng 8, quân đoàn này chỉ còn các sư đoàn bộ binh 10 và 11.
    - Quân đoàn 11 do Thiếu tướng M. S. Sumilov chỉ huy gồm các sư đoàn bộ binh 48, 125 và lữ đoàn bộ binh 3. Đến ngày 25 tháng 8, quân đoàn này bị giải thể.
    - Quân đoàn cơ giới 12 do các đại tá Villi Yanovich Grinberg (đến 13 tháng 7) và Ivan Terentyevich Korovnikov chỉ huy gồm các sư đoàn xe tăng 23, 28 và Sư đoàn cơ giới 202. Đến ngày 1 tháng 8 năm 1941, đơn vị này được rút ra khỏi chiến dịch.
    - Các sư đoàn độc lập: 11, 67, 118, 268 và Sư đoàn cơ giới 2 NKVD (từ ngày 1 tháng 8).

  - Cuối chiến dịch: Đến ngày 1 tháng 9, Tập đoàn quân 8 được tổ chức lại. Cấp chỉ huy quân đoàn bị bãi bỏ. Tập đoàn quân 8 gồm các sư đoàn bộ binh 11, 48, 118, 125, 191, 268, Trung đoàn Latvia 76, Tiểu đoàn súng máy độc lập 266.
- Tập đoàn quân 11 do trung tướng V. I. Morozov chỉ huy. Thành phần gồm có:
  - Đầu chiến dịch:
    - Quân đoàn bộ binh 16 do thiếu tướng M. M. Ivanov chỉ huy gồm các sư đoàn bộ binh 70 và 237; bị giải thể ngày 14 tháng 8 năm 1941.
    - Quân đoàn bộ binh 22 do thiếu tướng A. S. Ksenofontov chỉ huy gồm các sư đoàn bộ binh 180 và 182, bị giải thể ngày 22 tháng 8 năm 1941.
    - Quân đoàn bộ binh 41 do thiếu tướng A. N. Astanin chỉ huy gồm các sư đoàn bộ binh 111, 118 và 237; bị giải thể ngày 17 tháng 9 năm 1941.
    - Quân đoàn cơ giới 1 do thiếu tướng M. L. Chernyavsky chỉ huy gồm Sư đoàn xe tăng 3, Sư đoàn cơ giới 163 và trung đoàn cơ giới độc lập 5; bị giải thể ngày 17 tháng 8 năm 1941.

  - Cuối chiến dịch: Từ ngày 1 tháng 9 năm 1941, cấp quân đoàn bị giải thể, Tập đoàn quân 11 gồm các sư đoàn bộ binh 180, 182, 183, 202, 254, Sư đoàn cơ giới 21, các tiểu đoàn xe tăng độc lập 87 và 110.
- Tập đoàn quân 27 do thiếu tướng N. E. Berzarin chỉ huy. Thành phần gồm có:
  - Đầu chiến dịch:
    - Quân đoàn bộ binh 24 do thiếu tướng K. M. Kachanov chỉ huy gồm các sư đoàn bộ binh 128 và 181, giải thể ngày 1 tháng 9 năm 1941.
    - Quân đoàn bộ binh 29 do thiếu tướng A. G. Samokhin chỉ huy gồm các sư đoàn bộ binh 5, 126 và 188, giải thể ngày 29 tháng 9 năm 1941.
    - Quân đoàn bộ binh 65 do thiếu tướng K. V. Komissarov chỉ huy gồm các sư đoàn bộ binh 23 và 33, giải thể ngày 30 tháng 8 năm 1941.
    - Quân đoàn đổ bộ đường không 5 do thiếu tướng S. S. Guryev chỉ huy gồm các sư đoàn dù 9, 10 và 201.
    - Quân đoàn cơ giới 27 do thiếu tướng D. D. Lelyushenko chỉ huy, gồm các sư đoàn xe tăng 42 và 46, các sư đoàn cơ giới 84 và 185; giải thể ngày 5 tháng 9 năm 1941.

  - Cuối chiến dịch: Từ ngày 1 tháng 9 năm 1941, cấp chỉ huy quân đoàn bị giải thể, tập đoàn quân trực tiếp chỉ huy các sư đoàn bộ binh 5, 23, 181, 185, 188, 256 và Trung đoàn cảnh vệ 37 NKVD.
- Cụm chiến dịch Luga do Thiếu tướng A. N. Astanin chỉ huy (Giải thể ngày 25 tháng 8 năm 1941). Thành phần gồm có:
  - Bộ binh: Quân đoàn 41 (gồm các sư đoàn 111, 177 và 235); Trung đoàn 1 của Sư đoàn dân quân 3, các tiểu đoàn súng máy độc lập 260 và 262.
  - Pháo binh: Trung đoàn pháo nòng dài 541 và Lữ đoàn pháo binh khu vực Luga (không có phiên hiệu).
  - Thiết giáp: Sư đoàn xe tăng 24.
- Cụm chiến dịch Kingisepp do thiếu tướng Vladimir Vasilyevich Semashko chỉ huy (Giải thể ngày 25 tháng 8 năm 1941). Thành phần gồm có:
  - Bộ binh: Các sư đoàn 90 và 191; các sư đoàn dân quân 2 và 4; Trung đoàn học viên trường bộ binh S. M. Kirov, Cụm phòng thủ số 21.
  - Pháo binh: Các trung đoàn pháo chống tăng 14 và 94; Trung đoàn pháo nòng dài 519.
  - Thiết giáp: Sư đoàn xe tăng 1; Đoàn tàu hỏa bọc thép 60.
- Hạm đội Baltic do đô đốc V. F. Tributs chỉ huy. Thành phần gồm có:
  - Căn cứ hải quân: Kronstadt, các cụm căn cứ đặc nhiệm 1 và 2.
  - Tàu nổi: Các thiết giáp hạm "Marat" và "Cách mạng tháng Mười'", các tuần dương hạm "Kirov", "Petropavlovsk" và "Maksim Gorky"; các lữ đoàn tàu khu trục 1, 2, 3, 4, 5; Lữ đoàn tàu pháo 1; các Lữ đoàn tàu phóng lôi 1, 2, 3.
  - Tàu ngầm: Lữ đoàn 1 (13 tàu), Lữ đoàn 2 (18 tàu), Lữ đoàn 9 (15 tàu), Lữ đoàn huấn luyện (10 tàu).
  - Không quân hạm đội: Các sư đoàn hỗn hợp 8 và 10, Sư đoàn tiêm kích 61, Trung đoàn tiêm kích 15, các phi đội đặc nhiệm.
  - Hải quân đánh bộ: Lữ đoàn Hải quân đánh bộ đặc nhiệm 1; các lữ đoàn hải quân đánh bộ 2, 3, 4, 5, 6, 7 và Lữ đoàn huấn luyện Kursantsk.
  - Pháo binh bờ biển, pháo đường sắt và pháo phòng không: Trung đoàn pháo bờ biển 101, các đoàn tàu bọc thép Sô 7 "Baltic" và số 8 "Tổ Quốc" lắp đặt pháo tầm xa hạng nặng; các trung đoàn pháo phòng không 2, 3, 4, 5, 8.

Tham gia giai đoạn hai của chiến dịch:
- Tập đoàn quân 34 do Lữ đoàn trưởng (tương đương đại tá) N. N. Pronin, thiếu tướng K. M. Kachanov và thiếu tướng P. F. Alferyev lần lượt chỉ huy; thành phần tham gia giai đoạn hai của chiến dịch gồm có:
  - Bộ binh: Các sư đoàn 163, 245, 257, 259 và 262.
  - Kỵ binh: Sư đoàn 25.
  - Thiết giáp: Trung đoàn cơ giới 3, các tiểu đoàn xe tăng độc lập 108 và 112.
  - Pháo binh: Các trung đoàn 264 và 270.
- Tập đoàn quân 42 do thiếu tướng V. I. Shcherbakov, trung tướng F. S. Ivanov và thiếu tướng I. I. Fedyuninsky lần lượt chỉ huy; thành phần tham gia giai đoạn hai của chiến dịch gồm có:
  - Bộ binh: Các sư đoàn đoàn cận vệ tình nguyện 2, 3 và Cụm phòng thủ Krasnogvardiysky.
  - Pháo binh: Các trung đoàn 51, 690 và 704.
- Tập đoàn quân 48 do các trung tướng S. D. Akimov và M. A. Antonyuc lần lượt chỉ huy; giải thể ngày 14 tháng 9 năm 1941 (thực tế đã tan rã từ ngày 16 tháng 8). Thành phần tham gia giai đoạn 2 của chiến dịch gồm có:
  - Bộ binh: Các sư đoàn 128 và 311, Lữ đoàn bộ binh sơn chiến 1 và trung đoàn độc lập 170.
  - Pháo binh: Trung đoàn lựu pháo 541.
  - Thiết giáp: Sư đoàn xe tăng 21.
- Tập đoàn quân 52 (độc lập) do trung tướng N. M. Krylov chỉ huy, tham gia giai đoạn cuối chiến dịch (từ ngày 25 tháng 8). Thành phần gồm có:
  - Bộ binh: Các sư đoàn 267, 285, 288, 292, 312, 314 và 316.
  - Pháo binh: Trung đoàn lựu pháo 442, Trung đoàn pháo chống tăng 884.
- Tập đoàn quân 55 do thiếu tướng I. G. Lazarev chỉ huy, tham gia giai đoạn cuối chiến dịch từ ngày 1 tháng 9 năm 1941. Thành phần gồm có:
  - Bộ binh: Các sư đoàn 70, 90, 168 và 237; các sư đoàn dân quân 1 và 4; Trung đoàn 2 của Sư đoàn dân quân 3.
  - Pháo binh: Lữ đoàn pháo chống tăng 14, Trung đoàn lựu pháo 24 và Tiểu đoàn súng cối độc lập 47.
  - Thiết giáp: Các tiểu đoàn xe tăng 84 và 88 (độc lập).
- Cụm chiến dịch Neva do trung tướng P. S. Pshennikov chỉ huy, tham gia giai đoạn cuối chiến dịch từ ngày 22 tháng 9 năm 1941. Thành phần gồm có:
  - Bộ binh: Sư đoàn bộ binh 115, Sư đoàn cảnh vệ 1 NKVD; Lữ đoàn hải quân đánh bộ 4, các tiểu đoàn 1, 4, 5 của Bộ chỉ huy thành phố Leningrad.
  - Pháo binh: Trung đoàn pháo nòng dài 1577; Trung đoàn lựu pháo 230; Tiểu đoàn pháo chống tăng 24 (độc lập); tiểu đoàn súng cối 20.
- Cụm chiến dịch Novgorod 1 do trung tướng Stepan Dmitryevich Akimov chỉ huy, tham gia chiến dịch từ ngày 31 tháng 7, đến ngày 6 tháng 8 năm 1941 được tổ chức thành Tập đoàn quân 48.
- Cụm chiến dịch Novgorod 2 do thiếu tướng I. T. Korovnikov chỉ huy, tham gia chiến dịch từ ngày 16 tháng 8 năm 1941. Thành phần gồm tàn quân của Tập đoàn quân 48 và Sư đoàn xe tăng 28.
- Lực lượng của Bộ chỉ huy quân sự thành phố Leningrad gồm 4 sư đoàn tình nguyện.
- Phần còn lại của Phương diện quân Tây Bắc (cũ) gồm Sư đoàn bộ binh 16, Lữ đoàn sơn chiến 1, các khu phòng thủ 25, 46 và Staraya Russa.

#### Kế hoạch
Quân đội Liên Xô cố gắng tập hợp lại tàn quân vừa rút lui từ mặt trận vùng Baltic về và huy động thêm quân dự bị để lập phòng tuyến Luga, bảo vệ từ xa cho Leningrad. Nòng cốt của lực lượng này là Sư đoàn xe tăng 1 thuộc Quân đoàn cơ giới 1 và các sư đoàn xe tăng 21, 24 thuộc Quân đoàn cơ giới 10 được chuyển từ eo đất Karelia sang hướng Luga. Quân đội Liên Xô cũng bố trí bốn cụm phòng thủ:
- Cụm "Kingisepp" gồm có:
  - Quân đoàn 2 do thiếu tướng Vladimir Semashko chỉ huy gồm các sư đoàn bộ binh 80, 118 và 191.
  - Quân đoàn 4 do thiếu tướng Sergei Kirov chỉ huy gồm Sư đoàn xe tăng 1, Sư đoàn bảo vệ bờ biển của Hạm đội Baltic và Sư đoàn học viên Trường quân sự Leningrad.
- Cụm phòng thủ "Luga" do thiếu tướng A. N. Astanin chỉ huy gồm Sư đoàn xe tăng 24 và các sư đoàn bộ binh 111, 177 và 235.
- Cụm phòng thủ phía Đông do Thiếu tướng F. N. Starikov chỉ huy gồm Sư đoàn xe tăng 21, các sư đoàn bộ binh 70, 128, 237, các sư đoàn tình nguyện Leningrad 1 và 2.
- Cụm phòng thủ "Novgorod" do thiếu tướng S. D. Akimov chỉ huy gồm Sư đoàn đặc nhiệm "Novgorod" và Sư đoàn dự bị của mặt trận (chưa có phiên hiệu).

Một cụm không quân Liên Xô được gấp rút thành lập để yểm hộ cho mặt trận Luga nhưng tất cả chỉ có 21 máy bay các loại bao gồm 10 máy bay tiêm kích, 7 máy bay cường kích và 4 máy bay ném bom. Trên tuyến phòng thủ Luga dài 250 km, quân đội Đức Quốc xã chiếm ưu thế hơn quân đội Liên Xô gấm 1,5 lần về người, gấp 3 lần về pháo, súng cối và gấp 2 lần về xe tăng.

## Diễn biến

### Trận phản công Soltsy
Ngày 10 tháng 7, Đại bản doanh Bộ Tổng tư lệnh quân đội Liên Xô được cải tổ thành Đại bản doanh Bộ tổng tư lệnh tối cao các lực lượng vũ trang Liên Xô do I. V. Stalin làm Tổng tư lệnh tối cao. Ngày 8 tháng 8, I. V. Stalin ra lệnh thành lập Bộ Tổng tư lệnh các hướng mặt trận chủ yếu. Nguyên soái S. K. Timoshenko được bổ nhiệm Tổng tư lệnh hướng Tây, nguyên soái S. M. Budyonyi được bổ nhiệm Tổng tư lệnh hướng Tây Nam, nguyên soái K. Ye. Voroshilov được bổ nhiệm làm Tổng tư lệnh hướng Tây Bắc. Để bảo đảm tăng dày mật độ phòng thủ, Bộ Tổng tư lệnh hướng Tây Bắc được tăng viện Tập đoàn quân 34 mới thành lập và bố trí nó ở xung quanh phía Nam Leningrad.
Ngày 10 tháng 7, các đơn vị xung kích Đức bắt đầu tấn công trên hướng Slavkovichi - Bushegorod (???). Sư đoàn xe tăng 8, Sư đoàn cơ giới 3 và Sư đoàn cơ giới SS "Totenkorpf" nhanh chóng đánh bật các sư đoàn bộ binh 180 và 182 của Quân đoàn 22 (Liên Xô) khỏi tuyến sông Cheryokha và dồn các đơn vị này về tuyến sông Shelon. Sang ngày 11 tháng 7 và 10 ngày sau đó, cuộc tấn công của quân Đức không còn diễn ra một cách suôn sẻ trước các tuyến phòng thủ nhiều lớp của quân đội Liên Xô trên tuyến phòng thủ Luga. Trong nhật ký chiến sự của mình, tướng Đức Franz Halder viết:

Ngày 11 tháng 7: Ở mặt trận của Cụm tập đoàn quân "Bắc", những đơn vị cản hậu mạnh của địch được xe tăng và không quân yểm trợ đã ngoan cố chống lại Cụm xe tăng của Hoepner.
Ngày 12 tháng 7: Cụm xe tăng của Hoepner mà các đơn vị tiên phong đã bị kiệt sức và quá mệt mỏi chỉ tiến được chút ít về hướng Leningrad.
Ngày 13 tháng 7: Cụm tập đoàn quân "Bắc" vẫn tiến lên rất chậm vì đường sá không bảo đảm.
Ngày 15 tháng 7: Cuộc tiến công của Cụm xe tăng của Hoepner đã bị chặn lại để chờ một sư đoàn bộ binh đến lấp vào khoảng trống giữa các quân đoàn 41 và 56... Cũng như trước, quân Nga vẫn chiến đấu hết sức quyết liệt.
Ngày 16 tháng 7: Tiếp tục tập trung lại lực lượng để đánh một đòn vào Novgorod nhưng việc tập trung không thể diễn ra theo kế hoạch vì cánh phải của Tập đoàn quân 16 vẫn tiến rất chậm lên phía Bắc.
Ngày 17 tháng 7: Từ Bộ Tham mưu Cụm tập đoàn quân "Bắc" trở về, Tổng tư lệnh Walther von Brauchitsch cho biết lực lượng chiến đấu của các binh đoàn của chúng ta đã suy giảm rõ rệt. Sư đoàn xe tăng 8 sẽ phải rút khỏi mặt trận để củng cố lại. Sư đoàn SS "Totenkopf" phải kéo lên phía trước để che chắn bên sườn.
Ngày 18 tháng 7: Cụm tập đoàn quân "Bắc": Không có thay đổi quan trọng xảy ra.
Ngày 19 tháng 7: Cụm tập đoàn quân "Bắc": Không có thay đổi đáng kể.
Ngày 20 tháng 7: Cụm tập đoàn quân "Bắc": Tiếp tục kế hoạch bố trí lại quân đội ở phía bắc.
Ngày 22 tháng 7: Vào buổi chiều, Tổng tư lệnh từ chỗ Quốc trưởng trở về cho biết: Tổng hành dinh rất lo lắng về Cụm tập đoàn quân "Bắc". Tình hình ở khu vực này luôn bất ổn so với các khu vực khác của mặt trận phía Đông. Cụm tập đoàn quân Bắc không tập hợp được các lực lượng xung kích và luôn mắc sai lầm. Các cuộc giao chiến của Cụm tập đoàn quân này đã trở nên tồi tệ hơn so với lúc bắt đầu chiến tranh.
Với đà tấn công có được sau trận thắng tại khu vực Pskov - Opochka, ngày 11 tháng 7, Quân đoàn xe tăng 56 do tướng Erich von Manstein chỉ huy nhanh chóng phát triển đòn công kích tiếp theo dọc theo bờ Bắc sông Shelon. Các đơn vị đi đầu thuộc Sư đoàn xe tăng 8 (Đức) đã đè bẹp đòn phản kích của Sư đoàn bộ binh 183 (Liên Xô) trên khu vực Zamoshki - Gorki và đánh bật Sư đoàn cơ giới 202 (Liên Xô) sang bờ Nam sông Shelon. Ngày 12 tháng 7, tiền đội của Sư đoàn xe tăng 8 (Đức) vượt qua Soltsy và ngày 13 tháng 7 đã tiến đến tuyến sông Mshaga. Cùng ngày 13 tháng 7, Sư đoàn xe tăng 3 (Đức) vượt sông Mshaga tiến đánh đầu mối giao thông Gorodishche. Khu vực này là điểm nối quan trọng giữa cánh trái của Tập đoàn quân 11 của Phương diện quân Bắc với cánh phải của Tập đoàn quân 22 thuộc Phương diện quân Tây (Liên Xô). Chiếm được tuyến này, Cụm tập đoàn quân "Bắc" (Đức) sẽ uy hiếp sườn phía Nam của tuyến phòng thủ Luga và đe dọa phá vỡ cánh phải của Phương diện quân Tây (Liên Xô) mà chủ lực của nó đang được dồn vào các trận đánh ác liệt trên khu vực Smolensk; đồng thời cắt đứt con đường sắt chiến lược nối Leningrad với Smolensk chạy qua Soltsy.
Ngày 14 tháng 7, Tập đoàn quân 11 (Liên Xô) bất ngờ mở một cuộc phản công lớn vào Quân đoàn xe tăng 56 (Đức) tại khu vực Soltsy, cách Pskov khoảng 140 km về phía Đông Đông Bắc. Quân đội Liên Xô sử dụng Quân đoàn bộ binh 16 gồm các sư đoàn bộ binh 70 và 237, được tăng cường Sư đoàn xe tăng 21 của Quân đoàn cơ giới 10. Bộ chỉ huy chiến dịch thành lập hai cụm pháo chống tăng cấp chiến dịch gồm các trung đoàn pháo binh 68, 221, 227, 252 và 329, trong đó có 2 tiểu đoàn pháo phản lực bố trí tại bờ Bắc sông Mshaga. Cuộc tập kích bất ngờ của các trung đoàn pháo chống tăng Liên Xô đã gây thiệt hai nặng nề cho trung đoàn xe tăng đi đầu của Sư đoàn xe tăng 8 (Đức) tại một khu vực hẹp giữa hai con sông Mshaga và Shelon, gần các thị trấn Mikhalkin (Mikhalkino) và Skirino. Ngày hôm sau, đến lượt chủ lực của Sư đoàn xe tăng 8 (Đức) bị đánh bật khỏi Soltsy, một tiểu đoàn cơ giới được phái đi trước của Sư đoàn cơ giới 3 (Đức) bị đánh tan ở ngoại ô thị trấn Gorodishche. Trung đoàn cơ giới 29 (Đức) bị đánh bật khỏi thị trấn Zhidi (???), buộc phải bỏ cả thị trấn Bolshaya Zvad (Zvad) vừa mới chiếm được. Chủ lực Sư đoàn cơ giới 3 (Đức) phải rút khỏi bờ Bắc sông Mshaga về Ostrov (???). Quân đội Liên Xô giành lại quyền kiểm soát tuyến đường sắt từ Prusno (Prussko) qua Soltsy đi Smolensk và dồn Quân đoàn xe tăng 56 (Đức) về phía Tây.
Ngày 18 tháng 7, Bộ tư lệnh Tập đoàn quân xe tăng 4 (Đức) buộc phải điều Sư đoàn cơ giới SS "Totenkopf" và Sư đoàn cơ giới SS "Polozei" từ cánh trái sang cánh phải, chiếm lĩnh tuyến Nikolski (???) - Baranovo - Bolshoi Klin (Klin) - Dubenka (???) - Sông Sitnye, chặn được cuộc phản công của Quân đội Liên Xô trên tuyến này. Sau 5 ngày phản công, Tập đoàn quân 11 (Liên Xô) không còn lực lượng dự bị để tiếp viện cho hướng Soltsy và phải dừng lại. Trên cánh Bắc, Quân đoàn xe tăng 41 (Đức) với ưu thế áp đảo về lực lượng (cả hai sư đoàn xe tăng 1, 6 và Sư đoàn cơ giới 36 đều hoạt động trên hướng này) đã nhanh chóng vượt qua vùng rừng - đầm lầy ở phía Đông hồ Pskov và hồ Chudskoye, dồn các sư đoàn bộ binh 118 và 191 (Liên Xô) ra hướng biển Baltic. Một lỗ hổng lớn xuất hiện trên tuyến phòng thủ Luga của quân đội Liên Xô. Trước tình thế bắt buộc, Bộ tư lệnh Phương diện quân Bắc (Liên Xô) buộc phải điều Sư đoàn xe tăng 24, Sư đoàn bộ binh 177 đang chiến đấu với quân Phần Lan ở phía Bắc Leningrad cùng hai sư đoàn dân quân tình nguyện Leningrad 1 và 2 ra giữ tuyến phòng thủ Luga.

### Trận phòng thủ Luga

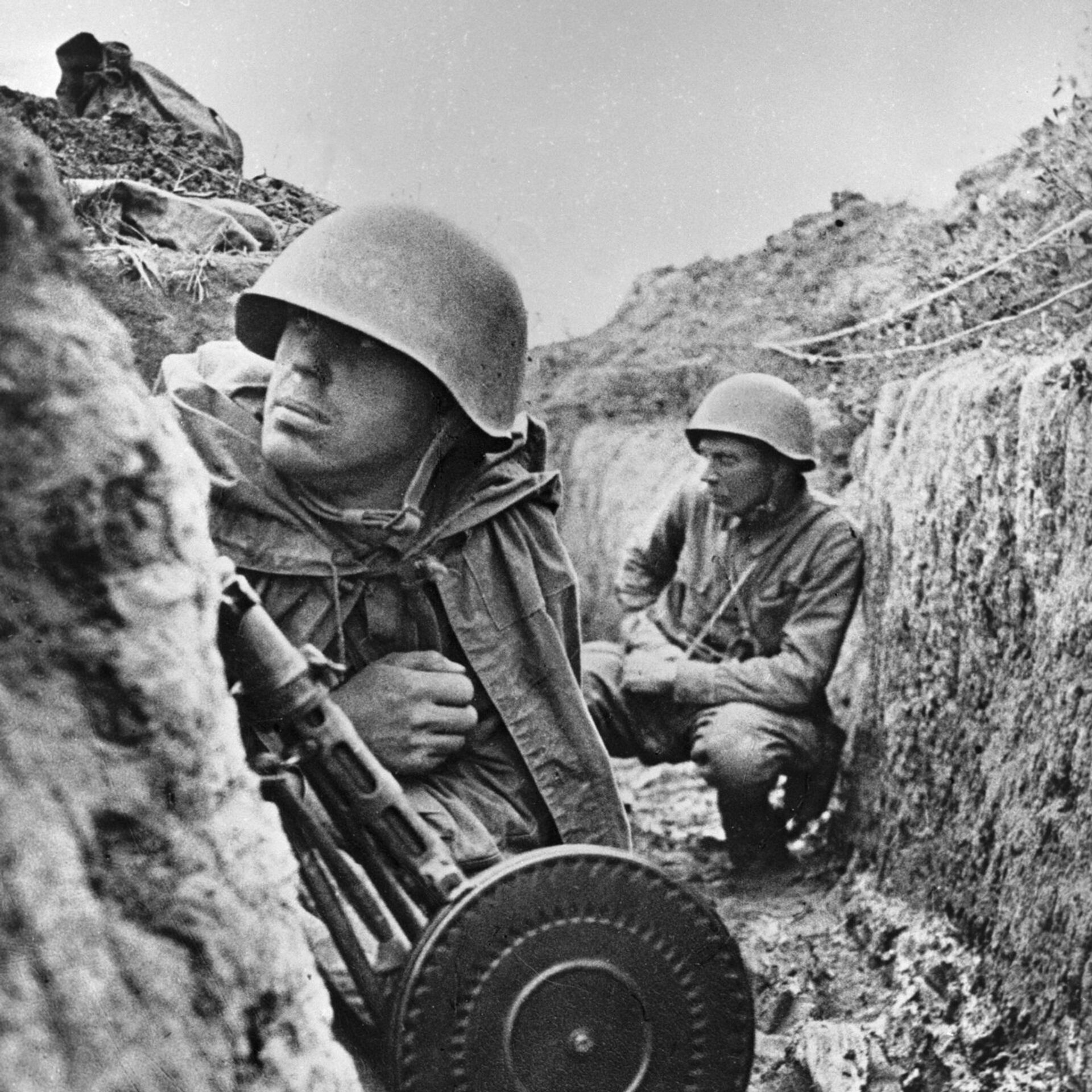
Quân đội Liên Xô phòng thủ trong chiến hào tại mặt trận Leningrad

Sau khi ổn định được tuyến mặt trận trên hướng Soltsy - Novgorod, thống chế Wilhelm von Leeb bắt đầu vạch kế hoạch tấn công vào phòng tuyến Luga mà ông ta cho là cánh cửa cuối cùng để mở toang mặt trận Leningrad của quân đội Liên Xô. Tuy nhiên, do phải mất thêm thời gian chuyển quân từ cánh phải sang và vượt qua vùng rừng - đầm lầy giữa sông Narva và sông Luga, cuộc tấn công của Tập đoàn quân 16 (Đức) bị hoãn lại từ ngày 22 tháng 7 đến ngày 6 tháng 8. Ngày 6 tháng 8, một bầu trời đầy mây mù đã tước đi của quân Đức sự yểm hộ từ trên không, buộc tướng Erich Hoepner phải tiếp tục lùi cuộc tấn công đến ngày 8 tháng 8. Không có không quân hỗ trợ cho mũi nhọn đột kích, Tập đoàn quân 16 (Đức) tiến công rất chậm chạp trên các hướng tới phòng tuyến Luga của quân đội Liên Xô. Trên khu vực đầu cầu Porechye cũng như tại khu vực đầu cầu Sabsk, Sư đoàn bộ binh 1, Sư đoàn cơ giới 36, Sư đoàn xe tăng 1 và Sư đoàn xe tăng 6 chỉ có thể nhích lên từng mét một. Tốc độ tấn công trong ngày đầu tiên của quân Đức chỉ đạt không quá 3 km ở khu vực Porechye đến 5 km ở khu vực Sabsk.
Sáng ngày 9 tháng 8, các đơn vị trinh sát của Sư đoàn xe tăng 1 (Đức) đã phát hiện ra một điểm yếu trên phòng tuyến Luga của quân đội Liên Xô. Nó không nằm ở Luga, nơi quân đội Liên Xô đã huy động đến Sư đoàn xe tăng 24 và 3 sư đoàn bộ binh trấn giữ, mà nằm ở phía Nam "Cụm phòng thủ Kingisepp", nơi chỉ có Quân đoàn bộ binh 4 mới thành lập vội vã chỉ gồm Sư đoàn xe tăng 1 khá yếu (chỉ có 58 xe tăng hoạt động được), Sư đoàn bảo vệ bờ biển của Hạm đội Baltic và Sư đoàn học viên trường quân sự Kirov. Sang ngày 10 tháng 8, các sư đoàn xe tăng 1 và 6 (Đức) đã chọc thủng tuyến phòng thủ của Sư đoàn học viên Kirov và đến ngày 14 tháng 8 đã đột kích sâu dọc theo đường sắt Kingisepp - Krasno Gvardeysk (Cận vệ đỏ) (Gatchino). Phòng tuyến Luga của quân đội Liên Xô bị vỡ một mảng lớn từ Kingisepp đến Ivanovskoye. Sư đoàn cơ giới 36 và Sư đoàn bộ binh 1 (Đức) bắt đầu tiến vào hậu cứ của cụm phòng thủ Luga (Liên Xô) từ phía Bắc. Sư đoàn xe tăng 8 (Đức) vừa hồi phục cũng được đưa đến khu vực đầu cầu Sabsk và vượt sông Luga, đánh bật Sư đoàn bộ binh 90 (Lien Xô) về tuyến Letoshitsy - Orlovka (???).
Ngày 17 tháng 8, Quân đoàn xe tăng 41 (Đức) đánh chiếm đầu mối giao thông đường sắt quan trọng ở Volosovo và chỉ còn cách thành phố Krasno-Gvardeysk 40 km về phía Tây. Trên khu vực này hầu như không còn một đơn vị quân đội Liên Xô nào. Nguyên soái K. E. Voroshilov buộc phải điều ba sư đoàn bộ binh dự bị 270, 274 và 282 vừa mới được thành lập một cách vội vã ra phòng thủ khu vực Krasno-Gvardeysk. Trên cánh Bắc, Cụm phòng thủ Kingisepp (Liên Xô) bị đánh bật về phía Bắc con đường bộ từ Krasnoye Selo đi Kingisepp. Nhiều trận giao chiến ác liệt đã nổ ra dọc con đường này tại Antashi, Teshkovo (???), Pruzhitsy, Krestovo (kyorstovo) và Alekseevka giữa Sư đoàn xe tăng 1, Sư đoàn bộ binh 281, các sư đoàn dân quân tình nguyện 1 và 2 Leningrad (Liên Xô) với Sư đoàn xe tăng 6, Sư đoàn cơ giới 36 và Sư đoàn bộ binh 1 (Đức).
Ở phía Nam phòng tuyến Luga, tướng Ernst Busch dồn các sư đoàn bộ binh 11 và 21 của Quân đoàn bộ binh 1 và Quân đoàn xe tăng 39 (được tăng cường từ Tập đoàn quân xe tăng 3) tấn công đánh chiếm Shimsk ngày 10 tháng 8. Ngày 12 tháng 8, các sư đoàn bộ binh 126 và 269 (Đức) bắt đầu tấn công trên hướng Novgorod. Các sư đoàn bộ binh 11 và 21 (Đức) cũng phát động một cuộc tấn công vào Chudovo. Ngày 13 tháng 8, Quân đoàn cơ giới 56 (Đức) bắt đầu tấn công vòng qua phía Nam lên hướng Leningrad. Trước nguy cơ bị bao vây, tướng A. N. Astanin, chỉ huy Cụm phòng thủ Luga (Liên Xô) điều động Sư đoàn xe tăng 24 và Sư đoàn bộ binh 177 chống trả quyết liệt. Trong khi ra tuyến đầu để đốc chiến, tướng SS Myulfershtedt bị tử trận bởi một viên đạn lạc. Tuy nhiên, tất cả cố gắng của tướng A. N. Astanin đều vô ích. Ngày 21 tháng 8, Bộ tư lệnh Tập đoàn quân 16 (Đức) đưa Quân đoàn bộ binh 28 được tăng cường Sư đoàn 281 vào giao chiến đã làm thay đổi hẳn cán cân lực lượng trên mặt trận phía Nam Luga. Bộ tư lệnh hướng Tây Bắc (Liên Xô) định điều Tập đoàn quân 34 mới thành lập ra ứng cứu cho phòng tuyến Luga nhưng không kịp. Toàn bộ khu vực phía Nam hồ Ilmen đã nắm trong vùng kiểm soát của Quân đoàn cơ giới 56 (Đức).
Ngày 26 tháng 8, quân Đức khép vòng vây xung quanh khu vực giữa Luga và Krasno Gvardeysk. Trong vòng vây là phần còn lại của Sư đoàn xe tăng 24 và các sư đoàn bộ binh 70, 90, 111, 177 và 235. Sư đoàn xe tăng 24 (Liên Xô) mất gần hết xe tăng gồm 5 chiếc BT-7, 70 chiếc BT-5, 3 chiếc BT-2, 1 chiếc T-28, 7 pháo tự hành và 9 xe bọc thép. Các cuộc chiến đấu tại khu vực từ Luga đến Siversky còn tiếp tục đến giữa tháng 9. Một vài trung đoàn Liên Xô tại khu vực này đã lần lượt thoát khỏi vòng vây về với quân nhà tại khu vực Kirishi và Pogostye. Trong số những người thoát vây có tướng A. N. Astanin, các đại tá A. F. Mashoshin (chỉ huy Sư đoàn bộ binh 177), A. G. Rodin (chỉ huy Sư đoàn xe tăng 24), S. V. Roginsky (chỉ huy Sư đoàn bộ binh 111) và G. F. Odintsov (chỉ huy Sư đoàn 235). Quân Đức bắt được gần 20.000 tù binh Liên Xô trong các trận đánh.

### Trận phòng thủ Novgorod - Chudovo

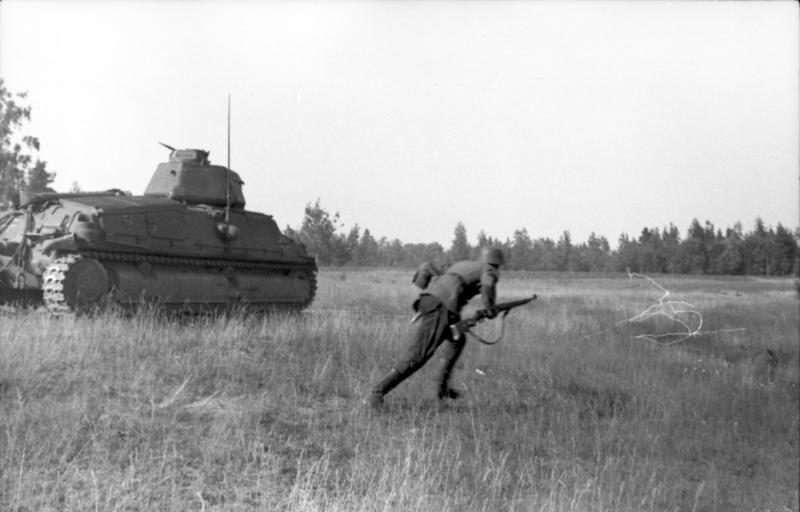
Xe tăng Đức yểm hộ cho bộ binh tân công, tháng 9 năm 1941

Ngày 10 tháng 8 năm 1941, thời tiết trên khu vực phía Bắc hồ Ilmen trở nên tạnh ráo. Trong khi quân đội Liên Xô đã chuẩn bị cuộc phản công ở phía Nam hồ này thì lợi dụng thời tiết cho phép sự yểm hộ của không quân, Thượng tướng Ernst Busch, chỉ huy Tập đoàn quân 16 (Đức) vừa được tăng cường Quân đoàn xe tăng 39 điều động từ Tập đoàn quân xe tăng 3 đến đã quyết định ra tay trước. Quân đoàn xe tăng 39 và các quân đoàn bộ binh 1, 28 đã mở cuộc tấn công vào hướng Novgorod do Tập đoàn quân 48 (Liên Xô) của trung tướng S. D. Akimov chỉ gồm 3 sư đoàn bộ binh và 3 trung đoàn pháo binh trấn giữ.
Tuyến phòng thủ mỏng yếu của Tập đoàn quân 48 (Liên Xô) tại khu vực Shimsk đã bị các sư đoàn bộ binh 1 và 21 (Đức) chọc thủng ngay trong ngày đầu tiên của cuộc tấn công. Ngày 11 tháng 8, quân Đức chiếm Shimsk. Ngày 12 tháng 8, các sư đoàn bộ binh 96 và 126 (Đức) được đưa vào cửa đột phá để mở rộng chính diện tấn công. Ngày 13 tháng 8, toàn bộ tuyến phòng thủ của Tập đoàn quân 48 (Liên Xô) sụp đổ. Quân đoàn xe tăng 39 (Đức) tiếp tục khoan sâu lỗ đột phá về hướng Novgorod. Ngày 14 tháng 8, các sư đoàn bộ binh 11 và 21 (Đức) cắt đứt đường sắt từ Novgorod đi Luga, tạo ra nguy cơ hình thành một mũi tấn công thứ hai từ hướng Nam đánh vào Cụm phòng thủ Luga của quân đội Liên Xô. Ngày 15 tháng 8, Quân đoàn xe tăng 39 (Đức) cố gắng chiếm Novgorod trong hành tiến nhưng không thành công. Tối 15 tháng 8, Quân đoàn xe tăng 39 (Đức) mới chỉ chiếm được khu vực ngoại ô phía Nam Novgorod.
Với sự yểm hộ của Sư đoàn không quân hỗn hợp 8 (Đức) do trung tướng Gunther Korten chỉ huy, sáng 16 tháng 8, Quân đoàn bộ binh 1 (Đức) huy động toàn lực tấn công vào Novgorod và đến chiều cùng ngày, Trung đoàn bộ binh 424 thuộc Sư đoàn bộ binh 126 (Đức) đã chiếm được thành Kremlin của Novgorod. Quân đội Liên Xô và Quân đội Đức Quốc xã giằng co với nhau phần phía Đông của Novgorod trong vài ngày tiếp theo. Ngày 18 tháng 8, quân Đức chiếm được một đầu cầu phía Đông sông Volkhov. Ngày 19 tháng 8, tướng Kuno-Hans von Both, chỉ huy Quân đoàn bộ binh 1 (Đức) quyết định chỉ để lại Sư đoàn bộ binh 11 tấn công dọc sông Volkhov và tung các sư đoàn bộ binh 21, 126 phối hợp với Quân đoàn xe tăng 39 tấn công lên Chudovo.
Ngày 20 tháng 8, Sư đoàn bộ binh 21 (Đức) được tăng cường Trung đoàn pháo binh 37, tiểu đoàn pháo tự hành 666, tiểu đoàn cao xạ 272 và tiểu đoàn mô tô trinh sát 9 đã đánh bật quân đội Liên Xô khỏi Chudovo và cắt đứt đường sắt Moskva - Leningrad. Ở phía Đông Chudovo, Sư đoàn cơ giới 18 (Đức) đánh chiếm một đầu cầu trên bờ Đông sông Volkhov và bắt đầu triển khai tấn công về Bolshoy Vishera. Bộ tư lệnh hướng Tây Bắc (Liên Xô) buộc phải điều Tập đoàn quân 52 do trung tướng N. M. Krylov chỉ huy gồm 7 sư đoàn bộ binh từ lực lượng dự bị ra giữ tuyến sông Msta. Bộ tư lệnh hướng Tây Bắc Liên Xô nhận thức được mối nguy hiểm khôn lường nếu quân đội Đức Quốc xã tiếp tục tấn công trên hướng Budogoshch - Tikhvin và tiến ra tuyến sông Svir để kết nối với quân Phần Lan đang tấn công từ Olonets xuống thì tình hình sẽ là vô phương cứu chữa. Để tăng cường cho mặt trận này, các tập đoàn quân 4 và 54 (Liên Xô) mới được thành lập một cách vội vã đã được ném ra khu vực Mga, Lyuban và Kirishi. Tuy nhiên, quân Đức chưa vội vã tiến lên phía Bắc. Ngày 22 tháng 8, các quân đoàn bộ binh 1 và 28 của Tập đoàn quân 16 (Đức) đã tiến ra tuyến sông Oredezh, tạo thành vòng vây phía sau Cụm phòng thủ Luga của quân đội Liên Xô.

### Trận phản công Staraya Russa
Từ ngày 12 đến ngày 25 tháng 8 năm 1941, trong một cố gắng để đẩy lùi cánh phải của Cụm tập đoàn quân "Bắc" (Đức) đang tấn công theo hướng Novgorod - Volkhov để vây bọc Leningrad từ phía Nam và Đông Nam, Quân đội Liên Xô trên hướng Tây Bắc đã tổ chức một trận phản công lớn ở khu vực Staraya Russa và Đông Nam hồ Ilmen. Bộ Tổng tư lệnh hướng Tây Bắc của quân đội Liên Xô do nguyên soái K. E. Voroshilov cho rằng nếu đánh bại được Tập đoàn quân 16 trên khu vực Staraya Russa, quân đội Liên Xô có thể tiến đánh vào sau lưng Tập đoàn quân xe tăng 4 (Đức) đang tiến công trực diện vào phía Tây Nam Leningrad trên hướng Bolshoi Sabsk - Pushkin; buộc tập đoàn quân này phải bỏ kế hoạch tấn công đó. Kế hoạch phản công dự kiến sử dụng các tập đoàn quân 11, 27 và 34 của Phương diện quân Tây Bắc (tái lập) và Tập đoàn quân 48 của Phương diện quân Bắc. Lực lượng chủ công là Tập đoàn quân 34 do thiếu tướng K. M. Kachanov chỉ huy còn đang sung sức, được điều động từ lực lượng dự bị chiến lược của STAVKA. Tập đoàn quân này phải đối đầu với Quân đoàn bộ binh 10 (Đức) dưới sự chỉ huy của tướng Christian Hansen gồm các sư đoàn bộ binh 30 và 290.
Cùng thời điểm, Bộ tư lệnh Cụm tập đoàn quân "Bắc" (Đức) đã lên kế hoạch tiếp tục tấn công trên hướng Leningrad - Tikhvin nhằm đánh bại quân đội Liên Xô trên hướng này và chiếm Leningrad. Thống chế Wilhelm von Leeb dự kiến sử dụng Tập đoàn quân xe tăng 4 và Tập đoàn quân 18 tấn công trực diện vào Leningrad, Tập đoàn quân 16 sẽ luồn qua phía Nam Leningrad và vây bọc thành phố. Kế hoạch tấn công dự kiến bắt đầu ngày 15 tháng 8 sau khi Quân đoàn xe tăng 41 và Quân đoàn cơ giới 56 của Tập đoàn quân xe tăng 4 hoàn thành tập kết các sư đoàn xe tăng và cơ giới tại vị trí xuất phát tấn công từ phía Tây hồ Ilmen đến phía Nam Narva. Quân đoàn cơ giới 39 và Quân đoàn bộ binh 128 vừa được tăng cường cho Cụm tập đoàn quân Bắc là lực lượng dự bị để phát huy chiến quả ở phía Đông hồ Ladoga, nối mặt trận với Tập đoàn quân Karelia của quân đội Phần Lan đang tấn công trên hướng Petrozavodsk.
Cuộc phản công của bốn tập đoàn quân Liên Xô khởi sự ngày 12 tháng 8 một cách vội vã. Trong khi cuộc tấn công của Tập đoàn quân 27 ở khu vực Kholm ngay từ đầu đã bị Sư đoàn cơ giới 3 (Đức) chặn đứng trên sông Lovat thì Tập đoàn quân 34 lại đạt được nhiều thành công hơn. Trong ngày đầu tiên của cuộc phản công, Tập đoàn quân này đã tiến sâu đến 15 km, chọc thủng tuyến phòng thủ của Sư đoàn bộ binh 30 (Đức) ở phía Nam Staraya Russa và tiến về trung tâm đường sắt Dno. Ngày 14 tháng 8, các sư đoàn bộ binh 245, 254 và 2 sư đoàn kỵ binh Liên Xô đã cắt đứt tuyến đường sắt Dno - Staraya Russa. Tập đoàn quân 11 cùng vượt qua con đường sắt này và hướng đòn tấn công về Soltsy, nơi trước đó mấy ngày đã diễn ra cuộc phản công không thành công của chính họ. Tuy nhiên, tại phía Tây Bắc hồ Ilmen, Tập đoàn quân 48 của Phương diện quân "Bắc" có trong tay Sư đoàn xe tăng 21 đã không thể vượt qua tuyến phòng thủ của Quân đoàn bộ binh 128 (Đức) ở phía Đông Bắc Utorgosh để đón gặp cánh quân xung kích của Tập đoàn quân 34. Ngày 15 tháng 8, sức tấn công của quân đội Liên Xô cạn dần.
Cuộc phản công bất ngờ của quân đội Liên Xô đã buộc thống chế Wilhelm von Leeb phải điều động Quân đoàn cơ giới 39 từ lực lượng dự bị đến Dno và mở cuộc phản kích vào sườn trái Tập đoàn quân 34 (Liên Xô). Sư đoàn cơ giới SS "Totenkopf" vừa chiếm được Shimsk cũng hủy bỏ cuộc tấn công lên Novgorod và quay lại đối phó với Tập đoàn quân 11 (Liên Xô). Quân đoàn bộ binh 128 đảm nhận toàn bộ tuyến Utorgosh - Shimsk thay thế cho Quân đoàn cơ giới 56. Ngày 19 tháng 8, các quân đoàn cơ giới 39 và 56 (Đức) đồng loạt phản kích vào bên sườn các cánh quân xung kích của quân đội Liên Xô, buộc các đơn vị này phải rút lui khỏi các mục tiêu vừa chiếm được. Ngày 25 tháng 8, ba tập đoàn quân Liên Xô bị đánh bật trở lại bờ Đông sông Lovat.
Quân đội Liên Xô đã không hoàn thành mục tiêu trận phản công và bị thiệt hại nặng nề. Các tập đoàn quân 11, 27 và 34 tổn thất 128.550 người chết và mất tích (khoảng 39,3% quân số ban đầu). Riêng Tập đoàn quân 34 có 32.869 người chết và mất tích (chiếm 59,86% quân số). Tổn thất về phương tiện chiến tranh gồm 84 xe tăng, 73 xe bọc thép, 748 pháo, 628 súng cối. Phía Đức tuyên bố bắt giữ 18.000 tù binh Liên Xô. Trước tổn thất nặng nề này, STAVKA lại lập một tòa án quân sự do L. D. Mekhlis làm chánh án. Tòa án này đã tuyên án tử hình đối với tướng K. M. Kachanov, tư lệnh và thiếu tướng pháo binh V. S. Goncharov tham mưu trưởng Tập đoàn quân 34. Tướng Pyotr Petrovich Sobennikov, tư lệnh Phương diện quân Tây Bắc bị kết án 5 năm tù giam. Trung tướng P. A. Kurochkin được chỉ định thay thế ông chỉ huy Phương diện quân. Tuy nhiên, nhờ các bạn bè của ông ở Bộ Tổng tham mưu xin I. V. Stalin tha thứ nên tháng 2 năm 1942, Đoàn chủ tịch Xô viết tối cao đã xem xét lại trường hợp của ông. P. P. Sobennikov chỉ bị giáng cấp xuống đại tá, bị tước Huân chương Sao đỏ và Huy chương 20 năm phục vụ Hồng quân, được ở lại trong quân đội để "lập công chuộc tội" với chức vụ Cục trưởng tham mưu Bộ Tư lệnh quân dự bị. Tháng 4 năm 1943, ông được nhận lại quân hàm thiếu tướng. Tháng 2 năm 1944, ông được thăng hàm trung tướng.

### Trận phòng thủ Demyansk
Cuối tháng 8 năm 1941, Tập đoàn quân 16 (Đức) đã cơ bản hoàn thành việc bao vây cụm quân Liên Xô tại khu phòng thủ Luga. Bộ tư lệnh hướng Tây Bắc (Liên Xô) buộc phải đưa những lực lượng mới để thiết lập tuyến phòng thủ mới trên tuyến Đông Narva - Siversky để chặn Tập đoàn quân 18 (Đức). Tuy nhiên, mũi tấn công trên hướng Chudovo của Tập đoàn quân 16 (Đức) đã tạo ra một lỗ hổng lớn tại khu vực phía Nam Leningrad. Các tập đoàn quân 42 và 55 được cấp tốc thành lập, tổng quân số chỉ gồm 4 sư đoàn chính quy, 4 sư đoàn dân quân và quân tình nguyện cùng tàn quân của các cụm phòng thủ Krasnogvardeysk, Chudovo và 2 tiểu đoàn xe tăng được ném ra hướng này để bịt cửa mở ở Đông Nam Leningrad. Trong khi đó, cánh phải của Tập đoàn quân 16 (Đức) đã phối hợp với Quân đoàn xe tăng 57 ở cánh trái của Cụm tập đoàn quân Trung tâm (Đức) mở cuộc tấn công trên hướng Demyansk.
Bộ tư lệnh Cụm tập đoàn quân Bắc huy động vào cuộc tấn công này các quân đoàn bộ binh 2, 10 (5 sư đoàn bộ binh) và Sư đoàn cơ giới 3 SS "Totenkopf". Quân đoàn xe tăng 57 trên cánh trái của Cụm tập đoàn quân Trung tâm cũng được huy động vào các trận đánh. Quân đội Liên Xô phòng ngự tại khu vực Demyansk gồm Tập đoàn quân 11 của trung tướng V. I. Morozov, Tập đoàn quân 27 của thiếu tướng N. E. Berzarin, Tập đoàn quân 34 của thiếu tướng P. F. Alfereyev và cánh quân phía Nam của Cụm phòng thủ Novgorod. Khu vực Demyansk có ý nghĩa chiến lược rất quan trọng trên toàn bộ tuyến phòng ngự của quân đội Liên Xô ở hướng Tây Bắc. Nếu quân đội Đức Quốc xã chiếm được khu vực này, các sư đoàn Đức có thể đánh vòng ra phía sau Cụm phòng thủ Novgorod cũng như Tập đoàn quân 52 đang phòng ngự ở phía Đông và Đông Bắc hồ Ilmen. Từ Demyansk, quân Đức cũng có thể giáng một đồn vu hồi từ phía Tây Bắc vào Kalinin (Tver), phá vỡ thế trận phòng thủ của Phương diện quân Tây (Liên Xô) trên hướng Tây Bắc Moskva.
Ngày 1 tháng 9 năm 1941, quân đội Đức Quốc xã bắt đầu tấn công. Đòn công kích đầu tiên do Quân đoàn bộ binh 2 (Đức) có Sư đoàn cơ giới 18 mở đường giáng vào Tập đoàn quân 27 (Liên Xô) đang phòng thủ trên tuyến sông Lovat, phía Bắc Kholm. Ngày 2 tháng 9, Quân đoàn bộ binh 10 (Đức) cũng mở cuộc tấn công vào Tập đoàn quân 11 (Liên Xô) đang đóng tại phu vực Parfino, phía Đông Staraya Russa. Ngày 3 tháng 9, Sư đoàn xe tăng 3 và Sư đoàn cơ giới SS "Totenkpof" cũng tiến công vào phòng tuyến của Tập đoàn quân 34 trên tuyến sông Lovat từ Rosino đến Izbitovo (???). Đòn đột kích mạnh bằng 5 sư đoàn bộ binh, 2 sư đoàn xe tăng và 2 sư đoàn cơ giới Đức có không quân yểm hộ vào các sư đoàn đã bị tiêu hao buộc 3 tập đoàn quân Liên Xô phải rút lui khỏi tuyến sông Lovat. Ngày 7 tháng 9, xe tăng Đức vượt sông Pola tấn công vào chỗ tiếp giáp giữa Tập đoàn quân 27 và tập đoàn quân 34 (Liên Xô), buộc Tập đoàn quân 27 (Liên Xô) phải lùi sâu về tuyến Orekhovo - Seliger để giữ Ostashkov. Các sư đoàn bộ binh 245, 257, 259 và 262 của Tập đoàn quân 34 có nguy cơ bị bao vây khi vẫn đang giữ đầu cầu trên bờ Tây sông Pola ở cách Demyansk 20 km về phía Tây. Trên cánh Bắc, Quân đoàn bộ binh 10 (Đức) cũng đánh bật các sư đoàn bộ binh 182, 183, 202 và Sư đoàn cơ giới 21 (chiến đấu như bộ binh) của Tập đoàn quân 11 khỏi tuyến sông Pola. Ngày 8 tháng 9, quân Đức chiếm Demyansk và đẩy lùi Tập đoàn quân 34 (Liên Xô) về hướng Valday, cách đầu mối đường sắt này 30 km về phía Tây Nam.
Trước nguy cơ Tập đoàn quân 52 và Cụm phòng thủ Novgorod bị bao vây, Bộ tư lệnh hướng Tây Bắc (Liên Xô) buộc phải yêu cầu STAVKA chi viện. Ngày 10 tháng 9, Bộ Tổng tư lệnh tối cao Liên Xô điều Sư đoàn xe tăng 28 (rút từ Phương diện quân Bắc) và Sư đoàn bộ binh 5 (lấy từ lực lượng dự bị) phối thuộc cho Tập đoàn quân 27, tăng cường các tiểu đoàn xe tăng độc lập 87 và 110 cho Tập đoàn quân 11, bổ sung Trung đoàn cơ giới 3 và các tiểu đoàn xe tăng độc lập 108, 112 cho Tập đoàn quân 34. Với một số binh lực mới được tăng cường, ngày 12 tháng 9, các đơn vị cánh trái của Tập đoàn quân 11 và cánh phải của Tập đoàn quân 34 (Liên Xô) mở cuộc phản công nhằm chiếm lại Demyansk nhưng không thành công. Các sư đoàn cơ giới 18, 3 SS "Totenkorpf" và Sư đoàn xe tăng 19 (Đức) đã dựng thành một bức tường thép chặn các hướng Bắc và Đông Demyansk và phản đột kích ngay sau khi cuộc phản công của quân đội Liên Xô thất bại. Ngày 14 tháng 9, Tập đoàn quân 11 phải rút về tuyến Lychkovo - Luzhnykh (???), Tập đoàn quân 34 phải rút về tuyến Lychkovo - Đông Demyansk. Ngày 15 tháng 9, Sư đoàn xe tăng 19 (Đức) tiến đến hồ Velye, đạt được chiều sâu nhiệm vụ xa nhất trên hướng này.
Từ ngày 16 tháng 9, Quân đoàn bộ binh 2 và Quân đoàn cơ giới 56 (Đức) tiếp tục công kích nhưng với các lực lượng mới được tăng viện, quân đội Liên Xô vẫn giữ vững tuyến phòng thủ ở Tây Nam vùng đồi Valday. Ngày 21 tháng 9, trung tướng Franz Halder, tham mưu trưởng lục quân Đức ghi nhận:
| “              | Đối phương đã tạo ra rất nhiều áp lực lên quân đội của chúng ta tại vùng đồi Valday. Họ đã phát động một cuộc tấn công lớn vào Quân đoàn bộ binh 2, có sử dụng cả xe tăng | ” |
| — Franz Halder | |   |

Đến ngày 30 tháng 9, quân đội Đức Quốc xã hầu như dẫm chân tại chỗ trên vùng đồi Tây Nam Valday. Quân đội Liên Xô đã thiết lập được tuyến phòng thủ vững chắc từ phía Đông hồ Ilmen đến Isakovo. Sư đoàn bộ binh 180 phòng thủ tuyến hồ Ilmen - Lychkovo, đối diện với họ là Sư đoàn bộ binh 290 (Đức). Các sư đoàn bộ binh 26, 84, 128 và Sư đoàn cơ giới 202 chiếm giữ địa đoạn từ Lychkovo đến Kirillovschina, lực lượng dự bị tuyến 2 có Lữ đoàn xe tăng 8 các sư đoàn kỵ binh 25, 54 mới được điều từ lực lượng dự bị đến. Phía bên kia chiến tuyến là Sư đoàn bộ binh 30 và Sư đoàn cơ giới 3 SS "Totenkopf". Các sư đoàn bộ binh 163, 245, 259, 262 giữ tuyến Kirillovschina - Isakovo, phía sau họ là Sư đoàn bộ binh 188 và Lữ đoàn pháo chống tăng 10. Đối diện với họ là Sư đoàn bộ binh 32 (Đức). Trên vùng hồ Orekhov đến Ostakovo có các sư đoàn bộ binh 4, 23, 28 (tuyến 1), 33, 183 và sư đoàn kỵ binh 46 (tuyến 2) phòng thủ.

### Quân đội Đức Quốc xã bao vây Leningrad
Kết thúc chiến dịch, mặc dù các tập đoàn quân 11, 27 và 34 (Liên Xô) đã chặn được Tập đoàn quân 16 (Đức) tại khu vực phía Đông Demyansk, loại trừ một phần nguy cơ đứt đoạn giữa Phương diện quân Tây Bắc (tái lập) và Phương diện quân Tây nhưng điều đó là không đủ để chặn các đòn tấn công của Quân đội Đức Quốc xã về hướng Leningrad. Sau khi đánh bại cuộc phản công Staraya-Russa của quân đội Liên Xô, Tập đoàn quân 18 (Đức) đã tiến đến vùng đồi Pulkovo, cửa ngõ phía Tây Nam Leningrad, đồng thời bao vây một bộ phận của Tập đoàn quân 8 (Liên Xô) vừa rút từ Tallinn về tại mỏm đất Oranienbaum (Lomonosov), đối diện với pháo đài Kronstad. Leningrad trở thành một thành phố mặt trận. Sông Neva trở thành tuyến phòng thủ chính ở phía Nam Leningrad. Sự kiện đặc biệt quan trọng đã diễn ra ngày 22 tháng 8 năm 1941 khi các sư đoàn xe tăng của Tập đoàn quân xe tăng 4 (Đức) đã chọc thủng phòng tuyến của quân đội Liên Xô ở chỗ tiếp giáp giữa Tập đoàn quân 55 (Phương diện quân Leningrad) và Tập đoàn quân 54 (Phương diện quân Tây Bắc) tại khu vực Kolpino - Mga, tiến ra bờ hồ Ladoga, đánh chiếm "cái cổ chai" Shlisselburg. Leningrad hoàn toàn bị cắt rời khỏi "đất lớn" và chỉ còn có thể liên lạc được qua hồ Ladoga. Cuộc phong tỏa 900 ngày của quân đội Đức Quốc xã và cuộc chống phong tỏa của Quân đội Liên Xô và nhân dân Leningrad bắt đầu.
Trên hướng ra hồ Onega, Cánh trái của Tập đoàn quân 16 (Đức) được Quân đoàn xe tăng 39 và Quân đoàn xe tăng 41 hiệp lực tiếp tục tấn công. Ngày 1 tháng 9, Quân đoàn bộ binh 1 và Quân đoàn bộ binh 28 (Đức) có Sư đoàn xe tăng 1 mở đường đã đánh bật Tập đoàn quân 54 (Liên Xô) khỏi tuyến phòng thủ Mga - Kirishi, đánh chiếm Kirishi và Gorodishche, uy hiếp thành phố Volkhov. Trên hướng Chudovo, Quân đoàn xe tăng 39 và Quân đoàn bộ binh 38 (Đức) bắt đầu mở chiến dịch tấn công lớn lên Tikhvin, đe dọa cắt đứt những con đường sắt cuối cùng từ vùng phía Tây sông Volga (Liên Xô) lên mặt trận Tây Bắc.

## Kết quả, đánh giá và ảnh hưởng

### Kết quả
Chiến dịch phòng ngự chiến lược Leningrad của quân đội đã không đạt được mục tiêu đề ra. Thành phố Leningrad bị quân đội Đức Quốc xã bao vây và phải trải qua gần 900 ngày sau, vòng vây đó mới bị phá vỡ. Quá nửa quân số tham gia chiến dịch (so với quân số ban đầu) đã thương vong. Chỉ nhờ vào những biện pháp động viên lực lượng dự bị huy động từ các quân khu trong nội địa, Quân đội Liên Xô mới có thể chặn đứng được cuộc tấn công của quân đội Đức Quốc xã trên hướng thành phố Leningrad và hướng Demyansk.
Quân đội Đức Quốc xã mặc dù chịu thương vong khá lớn nhưng đã đạt được hầu hết mục tiêu trong kế hoạch tấn công, trừ mục tiêu quan trọng nhất: đánh chiếm Leningrad. Không những thế, Tập đoàn quân 16 và cánh phải của Tập đoàn quân xe tăng 4 (Đức) còn tiến sâu hơn về hướng Đông Leningrad, uy hiếp các mục tiêu quan trọng như đầu mối giao thông Volkhov và thành phố Tikhvin, đe dọa cắt đứt Phương diện quân Bắc khỏi hậu phương của quân đội Liên Xô. Tuy nhiên, vào giai đoạn cuối của chiến dịch, sức tấn công của quân đội Đức Quốc xã giảm dần, từ trên 10 km/ngày chỉ còn 2,5 km/ngày vào 20 tháng 9 năm 1941 và 1,5 km ngày vào ngày cuối cùng của chiến dịch.
Mặc dù sau khi bao vây Leningrad, quân đội Đức Quốc xã đã chiếm được Tikhvin trong chiến dịch tấn công tiếp theo, nhưng cũng giống như ở Rostov trên sông Đông, quân đội Đức Quốc xã chỉ trụ lại được ở đây không quá 10 ngày và phải rút quân bởi chiến dịch phản công chiến lược Tikhvin của Phương diện quân Volkhov (Liên Xô) mới được thành lập.

### Đánh giá
Gần giống như các chiến dịch phòng thủ đầu tiên khi tiến hành cuộc Chiến tranh vệ quốc vĩ đại, các cấp chỉ huy Liên Xô đã liên tiếp mắc thêm những sai lầm làm cho tình huống trên mặt trận ngày một khó khăn hơn cho họ. Sai lầm đầu tiên là việc bố trí quân trên tuyến phòng thủ Luga, nơi được xem là tuyến quyết định cho cuộc phòng thủ Leningrad. Cụm phòng thủ Luga của quân đội Liên Xô được bố trí rất mạnh gồm 1 sư đoàn xe tăng và 3 sư đoàn bộ binh cùng nhiều trung đoàn pháo binh. Cụm phòng thủ Kingisepp cũng được bố trí binh lực tương đương và còn có thêm hai sư đoàn bộ binh của hải quân và các hạ sĩ quan dự bị đang được huấn luyện. Chỗ yếu nhất trên phòng tuyến này chính là khu vực phía Tây Nam Novgorod, nơi chỉ có hai sư đoàn bộ binh vốn được điều động thay thế Tập đoàn quân 48 bị thiệt hại nặng trong trận phản công Soltsy đóng giữ. Bộ tư lệnh Cụm tập đoàn quân "Bắc" (Đức) đã khai thác triệt để sai lầm của các cấp chỉ huy Liên Xô và giáng đòn tấn công quyết định vào chính lỗ hổng này trên tuyến phòng thủ Luga của quân đội Liên Xô để đạt được những thành công quan trọng trên hướng Novgorod - Chudovo.
Những lực lượng ở thê đội 2 của Phương diện quân Bắc gồm Sư đoàn xe tăng 21 và 3 sư đoàn bộ binh đều được ném ra tuyến Kingisepp để chặn đòn tấn công của Tập đoàn quân xe tăng 4 (Đức), khiến cho Bộ tư lệnh hướng Tây Bắc hầu như không còn lực lượng dự bị để trám vào lỗ thủng nghiêm trọng trên hướng Chudovo. Mũi tấn công của cánh trái Tập đoàn quân 16 phối hợp các sư đoàn xe tăng, cơ giới trên cánh phải Tập đoàn quân xe tăng 4 (Đức) đã loại bỏ tuyến phòng ngự Luga của quân đội Liên Xô và nhanh chóng tiến ra bờ hồ Ladoga, bao vây mặt Nam thành phố Leningrad. Cuộc chiến phòng thủ của 3 tập đoàn quân Liên Xô trên hướng Demyansk cho dù chặn được cuộc đột kích của Sư đoàn xe tăng 19 và 5 sư đoàn bộ binh Đức tại vùng đồi Valday nhưng không thể tác động nhiều đến tình hình mặt trận hướng Leningrad. Theo trình tự kế hoạch, quân đội Đức Quốc xã tiếp tục tấn công sâu hơn trên hướng Tây Bắc bằng Trận công kích Tikhvin trong một nỗ lực tấn công cuối cùng trên hướng Tây Bắc Liên Xô để bắt liên lạc với quân đội Phần Lan trước khi bắt đầu Chiến dịch "Cuồng phong" tấn công vào Moskva.
Việc chuyển mục tiêu chiến lược từ nhiệm vụ đánh chiếm Leningrad sang nhiệm vụ bao vây thành phố này chứng tỏ quân đội Đức Quốc xã không đủ lực lượng để thực hiện ba mục tiêu chiến lược trong kế hoạch Barbarossa cùng một lúc. Sự kiện Quân đoàn xe tăng 39 và Quân đoàn cơ giới 56 được điều về hướng Moskva từ ngày 1 tháng 10 và sau đó là Tập đoàn quân xe tăng 4 được rút dần khỏi hướng Tây Bắc Liên Xô để chuyển sang hướng Tây Nam phản ánh sự thay đổi mục tiêu chiến lược của Tổng hành dinh quân đội Đức Quốc xã. Cuộc chiến ở miền Tây Nam Liên Xô hứa hẹn đem lại lợi ích to lớn về kinh tế và quân sự nhưng cũng đòi hỏi một lực lượng lớn hơn những tính toán ban đầu của Hitler và bộ chỉ huy của ông ta. Đó là nguyên nhân trực tiếp từ phía Đức Quốc xã dẫn đến quyết định chuyển mục tiêu đánh chiếm Leningrad thành một cuộc bao vây dài ngày. Về phía Liên Xô, những đòn phản công liên tục, dù không thành công như mục tiêu ban đầu, cũng đã kìm hãm đáng kể tốc độ tấn công và làm tiêu hao nhiều lực lượng bộ binh và xe tăng Đức trên hướng Tây Bắc để cuối cùng, chặn đứng quân đội Đức Quốc xã trên tuyến Volkhov - Tikhvin, đồng thời làm tiêu tan hy vọng của quân Đức khi họ muốn nối trận tuyến với quân đội Phần Lan tại eo đất giữa hồ Ladoga và hồ Onega.

### Ảnh hưởng
Chiến dịch phòng ngự chiến lược Leningrad của quân đội Liên Xô không đạt được mục tiêu đề ra đã ảnh hưởng tai hại đến thế trận của họ trên cánh Bắc của mặt trận Xô-Đức. Toàn bộ tỉnh Leningrad (trừ thành phố Leningrad và phần còn lại của eo đất Vyborg) rơi vào tay quân đội Đức Quốc xã. Đòn tấn công đánh chiếm khu vực "cổ chai" Shlisselburg bên bờ hồ Ladoga đã đẩy Phương diện quân Leningrad và thành phố này vào tình trạng bị bao vây gần như hoàn toàn, chỉ còn có thể liên lạc được với "đất lớn" Liên Xô qua hồ Ladoga. Sau khi bao vây Leningrad, quân đội Đức Quốc xã còn rộng đường tiến đánh trên hướng Volkhov - Tikhvin, đe dọa tiến vào sau Tập đoàn quân 7 của Phương diện quân Karelia đang phòng ngự chống lại các cuộc tấn công của quân đội Phần Lan trên eo đất giữa hồ Ladoga và hồ Onega.
Mặc dù không chiếm được thành phố Leningrad nhưng Tổng hành dinh quân đội Đức Quốc xã vẫn coi như nhiệm vụ đã hoàn thành khi họ cho rằng cái rét trên vòng Bắc Cực và nạn đói sẽ làm cho quân đội và người dân Leningrad phải hạ vũ khí. Ngày 18 tháng 9 năm 1941, trung tướng Franz Halder, Tổng tham mưu trưởng lục quân Đức Quốc xã viết:
| “              | Sau khi tính đến những nhu cầu về người tại khu vực mặt trận Leningrad, nơi mà đối phương đang tập trung một khối lượng lớn binh lực và phương tiện vật chất thì tình hình ở đây sẽ còn căng thẳng cho đến khi đồng minh tự nhiên của chúng ta sẽ đến, đó là nạn đói | ” |
| — Franz Halder | |   |

Tin tưởng rằng đã vô hiệu hóa hoặc kìm chân các lực lượng lớn của quân đội Liên Xô trên cánh Bắc của mặt trận phía Đông, quân đội Đức Quốc xã bắt đầu chuyển một phần lớn lực lượng xe tăng, thiết giáp về hướng Moskva để mở Chiến dịch "Cuồng phong". Hồi 11 giờ 30 ngày 18 tháng 9, trung tướng Kurt Brennecke, tham mưu trưởng Cụm tập đoàn quan "Bắc" (Đức) nhận được chỉ thị từ OKW yêu cầu điều chuyển Sư đoàn xe tăng 1 thuộc Tập đoàn quân xe tăng 4 cho Cụm tập đoàn quân Trung tâm. Ngày 27 tháng 9, Sư đoàn xe tăng 19 và Sư đoàn cơ giới 36 (Đức) cũng được rút ra để điều đến Cụm tập đoàn quân Trung tâm.